# 海斯塔克天文台
海斯塔克天文台是隸屬於麻省理工學院的一所天文的觀測所，它座落於麻塞諸塞州波士頓西北方大約45（28英里）的威斯福特（美國）。海斯塔克天文台最初是麻省理工學院的林肯實驗室為美國空軍建立的微波研究機構，於1960年開始建造，天 線於1964年開始運作。在1970年，這些設施被轉移給麻省理工學院，然後成立了東北電波天文台公司（Northeast Radio Observatory Corporation ，NEROC），與其他的大學共同操作海斯塔克天文台。 截至2012年1月，總共有九個機構參加了NEROC。
海斯塔克天文台的位置也是研究大氣科學中心的磨盤山觀測所所在地。林肯實驗室繼續使用這個場所，並稱之為林肯太空監視綜合站（Lincoln Space Surveillance Complex，LSSC）  。麻省理工學院地球、大氣和行星科學中心的喬治華萊士物理天文台位在海斯塔克天文台圓頂的南方翰威斯福特圓頂的東方。屬性上是波士頓業餘望遠鏡製造者在麻省理工學院的會所也在此處。
在水星上的海斯塔克鍊串就是依據海斯塔克天文臺命名的。

## 望遠鏡
- 直徑37米（121英尺）的海斯塔克電波望遠鏡是以直徑46米（151英尺）的金屬帷幕雷達天線罩保護著的拋物天線。它也用在LSSC上，被稱為海斯塔克遠距成像雷達[4]。它的構造適用於空間追蹤和通信，但現在主要用在天文學上。它建成於1964年，起初用在8GHz的電磁頻譜 [7]，之後提升功能，可以接收其它的頻譜，雖然不能同時。當它作為雷達時，可以廣播並在10GHz或95GHz上聆聽。主碟形天線在2006年升級，可以操作的頻率達到150GHz[8]，第二反射鏡是蓋塞格林設計特徵是活動表面。
- 18.3米（60英尺）的威斯福特電波望遠鏡是林肯實驗室以威斯福特專案在1961年建造的，是X波段的雷達天線[9]。他的位置在海斯塔克望遠鏡南方，距離大約1.2（0.75英里）的同一條道路上。天線安置在28.4米（93英尺）的雷達天線罩內，並裝載在 經緯儀上。自1981年以來，它主要用於大地測量的甚長基線干涉測量（very long baseline interferometry，VLBI）[10]。通過非常精確的測量天文電波源的位置，大地測量的超長基線干涉技術可以用於衡量地球軸向傾斜的變化。

### 構成的望遠鏡
- 氘陣列是由25個電波望遠鏡結合，觀察氘的327MHz發射線的陣列。每一個元件或是場站，本身就是陣列中25個偶極之一，這個陣列運作於2004年到2006年間[11]。

## 外部連結
- International VLBI Service for Geodesy and Astrometry （页面存档备份，存于）
- Lincoln Laboratory （页面存档备份，存于）